# Rosemary Rogers
Rosemary Rogers (* 7. Dezember 1932 in Panadura, Ceylon, heute Sri Lanka, als Rosemary Jansz; † 12. November 2019 in Monterey, Kalifornien) war eine amerikanische Schriftstellerin. Nach Kathleen E. Woodiwiss war sie in den 1970er Jahren die zweite Autorin, deren Liebesromane direkt im billigen Taschenbuchformat vermarktet wurden. Ihr Werk wird der Trivialliteratur zugeordnet; die meisten ihrer frühen Arbeiten sind klassische Bodice-Ripper-Romane.

## Leben und Werk
Rosemary Rogers wuchs als die erstgeborene Tochter von Barbara „Allan“ und Cyril Jansz in Ceylon auf. Die Eltern waren niederländisch-portugiesische Einwanderer und betrieben in Ceylon drei Privatschulen. Nach einem Studium an der Universität von Ceylon (1949–1952) arbeitete sie als Zeitungsreporterin und heiratete 1954 den Leichtathleten und Rugbyspieler Summa Navaratnam. Aus der Ehe gingen zwei Töchter hervor.
Die Ehe zerbrach und 1960 übersiedelte Rogers mit den Kindern nach London, wo sie den GI Leroy Rogers kennenlernte. Rogers folgte ihm in seine Heimatstadt, St. Louis, heiratete ihn dort und folgte ihm nach Fairfield in Kalifornien, wo zwei Söhne geboren wurden. Als die Verbindung 1968 zerbrach, schlug sie sich mit ihren vier Kindern mit dem bescheidenen Einkommen der Schreibkraft einer County-Behörde durch.
In dieser Zeit vollendete sie das Manuskript eines Romans, an dem sie bereits seit ihrer Jugend gearbeitet hatte, und reichte es bei Avon Books ein, einem Verlag, der 1972 ein neues Konzept von Liebesroman erfunden hatte, der ohne den in der Branche traditionell üblichen Umweg über eine teure gebundene Ausgabe direkt als billige Taschenbuchausgabe massenproduziert wurde. Avon akzeptierte das Buch, und unter der Förderung der Chef-Herausgeberin Nancy Coffey wurde Sweet Savage Love (1974) – ein Bodice Ripper im Gewand eines Westerns – einer der populärsten Liebesromane der Geschichte. Eine Besonderheit, die Rogers in den modernen Liebesroman einführte, waren explizite Darstellungen sexueller Handlungen, häufig in Gestalt schwüler handgreiflicher Szenarien, die englisch einschlägig als „forced seduction“ (deutsch etwa: „gewaltsame Verführung“) charakterisiert werden und – weil die weibliche Heldin das Überwältigtwerden zwar übelnimmt, aber durchaus genießt – mit dem Terminus „Vergewaltigung“ nur unzureichend beschrieben werden können. Bis 1999 veröffentlichte Rogers bei Avon 15 weitere Liebesromane, von denen viele sich millionenfach verkauften. Rogers schrieb weiterhin hauptsächlich Western, versuchte sich daneben aber auch mit anderen Subgenres wie Gegenwarts-Liebesromanen (The Crowd Pleasers, The Insiders, Love Play) sowie historischen Romanen, deren Handlung in Großbritannien oder Asien angesiedelt war (The Tea Planter’s Bride, Midnight Lady).
Eine dritte Ehe, die Rogers im September 1984 mit dem Dichter Christopher Kadison einging, hielt nur kurze Zeit. 2000 – Bodice Rippers verkauften sich zu diesem Zeitpunkt nicht mehr gut – trennte Rogers sich von Avon Books und wechselte zum Mira-Verlag, wo sie sieben weitere historische Liebesromane publizierte. Seit 2008 veröffentlichte sie ihre Arbeiten beim kanadischen Harlequin-Verlag.
Rogers lebte und arbeitete zunächst in Connecticut, zuletzt in Kalifornien, wo sie im November 2019 starb.

## Veröffentlichungen
Englische Originalausgabe verlegt bei Avon Books
- 1974 – Sweet Savage Love (Morgan-Challenger-Serie #1; Sturm des Verlangens/Mexikanische Rhapsodie/Wilde zärtliche Liebe, Bertelsmann, 1980)
- 1974 – The Wildest Heart (Die Wildnis der Liebe, Schweizer Verlagshaus, 1980)
- 1975 – Dark Fires (Morgan-Challenger-Serie #2; Sturm der Sehnsucht/Die Unbesiegbare/In den Fesseln des Grafen [Teil 1] und Gefangene der Lust [Teil 2], Schweizer Verlagshaus, 1979)
- 1976 – Wicked Loving Lies (Morgan-Challenger-Serie #3; Die Sinnliche, Droemer Knaur, 1985)
- 1978 – The Crowd Pleasers (Die Blonde/Im Sog der Leidenschaft/Küsse wie Champagner, Droemer Knaur, 1984)
- 1979 – The Insiders (Jasmin – Die Insider/Duft des Verlangens, Hestia, 1981)
- 1980 – Lost Love, Last Love (Morgan-Challenger-Serie #4; Sturm der Liebe/Letzte Liebe. Letzte Liebe/Die Gespielin des Sultans, Knaur, 1999)
- 1981 – Love Play (Der Tausch/Spiel des Verlangens, Diana, 1985)
- 1982 – Surrender to Love  (Gefangene der Liebe/Zärtlichkeit der Nacht/Sklavin der Leidenschaft, Heyne, 1985)
- 1985 – The Wanton (Die Leidenschaft des Blutes/Die Herrin der Begierde, Heyne, 1988)
- 1988 – Bound by Desire (Morgan-Challenger-Serie #5; Der Stern von Mexiko/Die Geliebte des Abenteurers, Goldmann, 1989)
- 1995 – Tea Planter's Bride (Die Braut des Teebarons, Heyne, 1996)
- 1996 – A Dangerous Man (Flammendes Glück, Heyne, 2000)
- 1997 – Midnight Lady (Entführer aus Leidenschaft, Droemer Knaur, 1999)
- 1998 – All I Desire (Dunkles Feuer der Liebe, Knaur, 2000)
- 1999 – In Your Arms

Verlegt bei Mira Books
- 2000 – Savage Desire (Morgan-Challenger-Serie #6)
- 2001 – A Reckless Encounter
- 2002 – An Honorable Man (Logan Duology #1)
- 2003 – Return to Me (Logan Duology #2)
- 2004 – Jewel of My Heart
- 2005 – Sapphire
- 2007 – A Daring Passion

Verlegt bei Harlequin
- 2008 – Scandalous Deception (Russian Connection #1)
- 2009 – Bound By Love (Russian Connection #2)
- 2010 – Scoundrel's Honor (Russian Connection #3)
- 2011 – Bride for a Night